# Canoagem nos Jogos Olímpicos de Verão de 2024 - Slalom K-1 masculino
A competição do slalom K-1 masculino da canoagem nos Jogos Olímpicos de Verão de 2024 foi realizada no Estádio Náutico de Vaires-sur-Marne, na Ilha de França, entre 30 de julho e 1 de agosto de 2024. Um total de 24 canoístas, cada um representando um Comitê Olímpico Nacional (CON), participaram do evento.

## Qualificação
Cada CON poderia qualificar apenas um barco no evento do slalom K-1 masculino. Um total de 24 vagas estavam disponíveis, alocadas através do Campeonato Mundial de Canoagem Slalom de 2023, torneios continentais (uma cada para Ásia, África, Europa, Américas e Oceania), além de vagas por realocação, universalidade ou convite.
As vagas de qualificação foram concedidas ao CON, não necessariamente ao canoísta que obteve a vaga.

## Formato
As provas olímpicas da canoagem slalom utilizam um formato com três fases: eliminatórias, semifinal e final. Nas eliminatórias, cada canoísta tem duas descidas no percurso com o melhor tempo sendo considerado. Os 20 melhores avançam à semifinal. Na semifinal, o canoísta tem uma única descida; os 12 melhores avançam à final. Os três melhores tempos na final em descida única conquistam as medalhas de ouro, prata e bronze, respectivamente.
O circuito tem extensão aproximada de 250 metros, com até 25 portões que o canoísta deve passar na direção correta. Penalidades de tempo são adicionadas para cada uma das infrações como passagem pelo lado errado ou toque no portão. As descidas geralmente duram 95 segundos.

## Calendário
Horário local (UTC+2)
| Dia         | Horário | Fase          |
| ----------- | ------- | ------------- |
| 30 de julho | 16:00   | Eliminatórias |
| 1 de agosto | 15:30   | Semifinal     |
| 1 de agosto | 17:30   | Final         |

## Medalhistas
| Ouro   | ITA Giovanni De Gennaro |
| Prata  | FRA Titouan Castryck    |
| Bronze | ESP Pau Echaniz         |

## Resultados
O evento começou com as duas descidas eliminatórias em 30 de julho. Dois dias depois houve as disputas de semifinal e final.
| Pos.              | Bib | Canoísta            | CON               | Eliminatórias | Eliminatórias | Eliminatórias | Eliminatórias | Eliminatórias | Eliminatórias | Semifinal   | Semifinal   | Semifinal   | Final       | Final       | Final       |
| Pos.              | Bib | Canoísta            | CON               | D1            | Pen.          | D2            | Pen.          | Melhor        | Ordem         | Tempo       | Pen.        | Ordem       | Tempo       | Pen.        | Ordem       |
| ----------------- | --- | ------------------- | ----------------- | ------------- | ------------- | ------------- | ------------- | ------------- | ------------- | ----------- | ----------- | ----------- | ----------- | ----------- | ----------- |
| Medalha de ouro   | 2   | Giovanni De Gennaro | ITA Itália        | 88.46         | 2             | 85.34         | 0             | 85.34         | 3             | 93.47       | 2           | 8           | 88.22       | 0           | 1           |
| Medalha de prata  | 6   | Titouan Castryck    | FRA França        | 83.71         | 0             | 80.09         | 0             | 80.09         | 1             | 91.56       | 4           | 3           | 88.42       | 0           | 2           |
| Medalha de bronze | 15  | Pau Echaniz         | ESP Espanha       | 87.84         | 2             | 88.37         | 2             | 87.84         | 12            | 96.11       | 2           | 12          | 88.87       | 2           | 3           |
| 4                 | 5   | Martin Dougoud      | SUI Suíça         | 86.30         | 0             | 138.24        | 52            | 86.30         | 6             | 93.07       | 0           | 7           | 89.44       | 0           | 4           |
| 5                 | 3   | Joseph Clarke       | GBR Grã-Bretanha  | 136.89        | 50            | 85.62         | 2             | 85.62         | 4             | 89.51       | 0           | 1           | 89.82       | 0           | 5           |
| 6                 | 11  | Jakub Grigar        | SVK Eslováquia    | 87.10         | 0             | 91.80         | 4             | 87.10         | 9             | 94.00       | 4           | 5           | 90.21       | 0           | 6           |
| 7                 | 9   | Timothy Anderson    | AUS Austrália     | 88.37         | 0             | 85.78         | 2             | 85.78         | 5             | 94.95       | 2           | 10          | 90.90       | 2           | 7           |
| 8                 | 1   | Jiří Prskavec       | CZE Chéquia       | 83.74         | 0             | 84.90         | 2             | 83.74         | 2             | 92.53       | 2           | 6           | 91.74       | 4           | 8           |
| 9                 | 12  | Noah Hegge          | GER Alemanha      | 87.67         | 2             | 87.15         | 0             | 87.15         | 10            | 91.24       | 2           | 2           | 93.73       | 4           | 9           |
| 10                | 7   | Felix Oschmautz     | AUT Áustria       | 90.07         | 4             | 92.40         | 4             | 90.07         | 18            | 91.83       | 0           | 4           | 94.21       | 4           | 10          |
| 11                | 8   | Quan Xin            | CHN China         | 87.23         | 0             | 89.80         | 2             | 87.23         | 11            | 95.95       | 2           | 11          | 94.75       | 2           | 11          |
| 12                | 16  | Isak Öhrström       | SWE Suécia        | 89.43         | 2             | 135.55        | 50            | 89.43         | 15            | 94.69       | 2           | 9           | 147.39      | 52          | 12          |
| 13                | 13  | Mateusz Polaczyk    | POL Polônia       | 87.89         | 0             | 139.58        | 52            | 87.89         | 13            | 98.49       | 6           | 13          | Não avançou | Não avançou | Não avançou |
| 14                | 20  | Yuuki Tanaka        | JPN Japão         | 103.21        | 12            | 91.78         | 2             | 91.78         | 20            | 101.90      | 4           | 14          | Não avançou | Não avançou | Não avançou |
| 15                | 17  | Noel Hendrick       | IRL Irlanda       | 98.64         | 10            | 90.68         | 2             | 90.68         | 19            | 102.46      | 4           | 15          | Não avançou | Não avançou | Não avançou |
| 16                | 14  | Mathis Soudi        | MAR Marrocos      | 89.90         | 0             | 89.45         | 2             | 89.45         | 16            | 104.11      | 8           | 16          | Não avançou | Não avançou | Não avançou |
| 17                | 23  | Salim Jemai         | TUN Tunísia       | 101.11        | 6             | 90.03         | 0             | 90.03         | 17            | 106.68      | 2           | 17          | Não avançou | Não avançou | Não avançou |
| 18                | 4   | Peter Kauzer        | SLO Eslovênia     | 90.93         | 2             | 88.84         | 2             | 88.84         | 14            | 142.80      | 50          | 18          | Não avançou | Não avançou | Não avançou |
| 19                | 10  | Finn Butcher        | NZL Nova Zelândia | 86.35         | 0             | 142.08        | 54            | 86.35         | 7             | 146.40      | 56          | 19          | Não avançou | Não avançou | Não avançou |
| 20                | 18  | Pepe Gonçalves      | BRA Brasil        | 86.64         | 0             | 90.71         | 4             | 86.64         | 8             | 147.09      | 56          | 20          | Não avançou | Não avançou | Não avançou |
| 21                | 19  | Alex Baldoni        | CAN Canadá        | 95.18         | 2             | 97.25         | 4             | 95.18         | 21            | Não avançou | Não avançou | Não avançou | Não avançou | Não avançou | Não avançou |
| 22                | 24  | Yves Bourhis        | SEN Senegal       | 150.11        | 56            | 97.85         | 2             | 97.85         | 22            | Não avançou | Não avançou | Não avançou | Não avançou | Não avançou | Não avançou |
| 23                | 21  | Wu Shao-hsuan       | TPE Taipé Chinês  | 101.22        | 6             | 99.45         | 2             | 99.45         | 23            | Não avançou | Não avançou | Não avançou | Não avançou | Não avançou | Não avançou |
| 24                | 22  | Andy Barat          | COM Comores       | 105.82        | 4             | 107.59        | 2             | 105.82        | 24            | Não avançou | Não avançou | Não avançou | Não avançou | Não avançou | Não avançou |